# Родригес, Алекс (испанский футболист)
Алехандро Родригес Горрин (исп. Alejandro Rodriguez Gorrin; родился 1 августа 1993 года, Тенерифе, Испания) — испанский футболист, полузащитник клуба «Оксфорд Юнайтед».

## Клубная карьера
Родригес — воспитанник английского клуба «Сандерленд». В 2014 году Алекс подписал свой первый профессиональный контракт с новозеландским «Веллингтон Феникс». 12 октября в матче против «Перт Глори» он дебютировал в A-Лиге. 9 февраля 2017 года в поединке против «Сиднея» Родригес забил свой первый гол за «Веллиингтон Феникс». Летом того же года он перешёл в португальскую «Боавишту», но не сыграл за неё ни минуты.
В начале 2018 года Родригес перешёл в румынский «Сепси». 2 февраля в матче против «Поли Тимишоара» он дебютировал в чемпионате Румынии.
Летом 2018 года Родригес подписал контракт с шотландским клубом «Мотеруэлл». 11 августа в матче против «Гамильтон Академикал» он дебютировал в шотландской Премьер-лиге.